# Virginia Cosin
Virginia Cosin (n. en Caracas en 1973) es una escritora, periodista y guionista argentina de origen venezolano.

## Biografía
Nacida en Caracas, Venezuela, vive en Buenos Aires desde los 5 años. Estudió Ciencias de la Comunicación en la Universidad de Buenos Aires (UBA), cine en la Escuela Nacional de Experimentación Cinematográfica del Instituto Nacional de Cine y Artes Audiovisuales (INCAA) y dramaturgia en la Escuela Metropolitana de Arte Dramático (EMAD) dirigida por Mauricio Kartun.
A fines de 2011 publicó la novela Partida de nacimiento y en el 2019 la novela Pasaje al acto en la editorial Entropía. Publicó cuentos en diversas antologías como Replicantes, en la editorial El fin de la noche y Cuarenta grados a la sombra, en Editorial Planeta.
Colabora en distintas publicaciones nacionales como la revista de cultura Ñ del diario Clarín, el suplemento Radar de Página 12, la revista Brando, la publicación digital de Otra Parte y Eterna Cadencia. En el programa de radio Notas al pie de Radio Con Vos 89.9 FM conducido por Ana Elena Correa, Gonzalo Heredia y Sebastian Lidijover, Cosin tiene a cargo la sección 'El último viernes del mes leemos entre todos'.
Trabajó como guionista para Canal Encuentro, Fox y Discovery Channel entre otros. Coordina encuentros de escritura literaria y de lectura en forma grupal e individual. Recibió una beca del Fondo Nacional de las Artes en el año 2013 para la creación de una nueva novela.
En 2020 dirigió y guionó una de las historias de la película Edición ilimitada y sobre el segmento a su cargo Diego Brodersen en Página 12 opinó que era "el capítulo más denso en términos dramáticos, una noche en una fiesta de cumpleaños pautada por el monólogo interior de la protagonista, una escritora… que acaba de publicar su primer libro. …Sin salir nunca de la casa donde tiene lugar la celebración, Cosin construye un microcuento melancólico sobre ansiedades y resignaciones que es, también, el autorretrato indirecto de una mujer al borde de algo que todavía no logra bautizar.